# Укрсплав

Укрсплав — підприємство, що займається прийомкою та переробкою брухту кольорових металів.
ЗАТ «Укрсплав» було засновано в 1997 р. Починаючи з 1998 року, керівництво підприємства ухвалило рішення створити повний цикл металургійної переробки брухту кольорових металів і відходів кольорових металів і сплавів. Від первинної переробки сировини до отримання з цієї сировини високоякісних сплавів кольорових металів на основі алюмінію і міді, які відповідають вимогам державних, міждержавних та національних стандартів країн. Укрсплав є великим експортером сплавів на основі кольорових металів у ці країни.

## Технічні потужності
До складу підприємства входить ділянка, яка займається прийманням, сортуванням та первинною переробкою металобрухту та відходів кольорових металів, а також їх сплавів. Діяльність цієї ділянки дозволяє забезпечувати найповніше вилучення цінних компонентів у готову продукцію. Надійшло на підприємство сировину після сортування на сортувальних столах проходить додаткову переробку із застосуванням сучасного обладнання — алігаторні ножиць, плазмореза, електрозварювальних, газозварювальних апаратів і гідравлічних пакет-пресів.
Ретельна підготовка сировини кваліфікованими фахівцями, із застосуванням сучасного обладнання дозволяє забезпечити необхідні умови праці робітникам і підвищити ефективність виробництва.
Використання індукційних тигельних печей при металургійній переробці брухту і відходів дозволяє випускати дорогі марки сплавів, що мають цінніші споживчі властивості.

## Склад
- ЗАТ «Цинк» (колишній «Укрцинк», який збанкрутував у 2003 році);
- ВАТ ДонМаш «Астра»;
- Донецький завод крупнопанельного домобудівнмцтва (арматурний цех);
- Костянтинівський завод залізобетонних конструкцій.